# Osteocondrosi

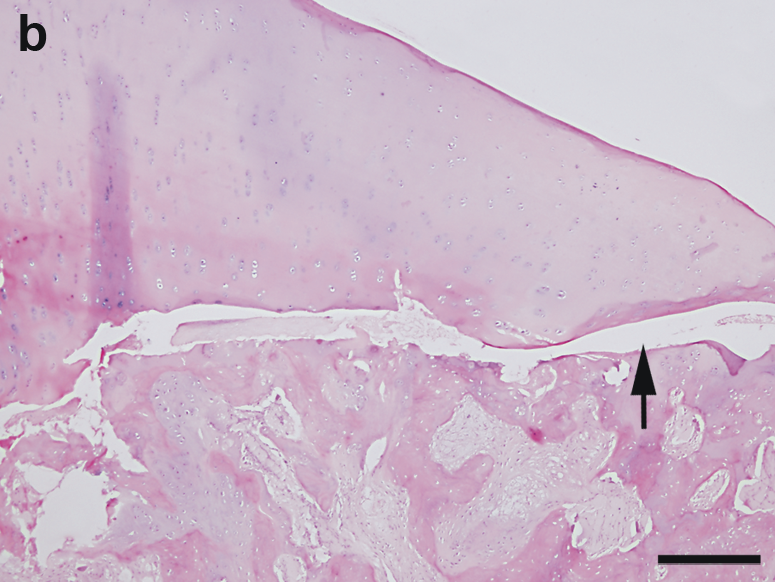
Lesió típica d'osteocondrosis en el cartíleg articular.

Les osteocondrosis són una família de malalties ortopèdiques que es produeixen en nens i animals que creixen amb rapidesa, especialment porcs, cavalls i gossos grans. Es caracteritzen per la interrupció de l'aportació sanguínia a l'os, o bé una deficiència en aquesta aportació pel que fa a les exigències de l'os en ràpid creixement. Això es produeix en particular en algunes epífisis, el que ve seguit per una necrosi òssia i posteriorment per una curació mitjançant d'un nou creixement ossi, però que a causa de la forma anòmala com s'ha produït dona lloc a deformitats secuelares i altres problemes. La conseqüències no són especialment greus si el trastorn es produeix en apòfisis extraarticulars, però quan afecta os que està en l'interior d'una articulació la deformitat que quedi la converteix en una articulació incongruent, i això pot provocar una incapacitat greu, a més d'una molt possible aparició prematura d'artrosi.
Tot i que en la pràctica clínica s'empra freqüentment per referir-se a les osteocondrosis el terme osteocondritis, des del punt de vista acadèmic convé entendre per aquestes últimes únicament a les reconegudes com a osteocondritis dissecants. Les osteocondritis dissecants comparteixen el mecanisme causal de les osteocondrosis, (el problema d'aportació vascular durant el creixement), però són peculiars, quant al seu comportament clínic, ja que la seva conseqüència més freqüent és que la zona d'os malalt tendeix a separar-se i despendre's de la resta de l'epífisis, donant lloc a cossos lliures intraarticulars, (també coneguts com a ratolins articulars) que donen lloc a bloquejos articulars i problemes mecànics diversos.
D'altra banda, també es tendeixen a enquadrar en el terme osteocondrosi les epifisitis i les apofisitis per tracció. No obstant això aquestes últimes solen ser extraarticulars (de manera que no provoquen problemes de congruència articular), i en la seva etiologia o causa, el component de dèficit vascular té un paper menor, sent més important el component traumàtic.

## Osteocondrosi intraarticulars de major transcendència en humans
- La malaltia de Köhler I, o osteocondrosi de l'escafoide del tars.
- La malaltia de Köhler II, o de Köhler-Freiberg, o osteocondrosi del cap del segon metatarsià.
- La malaltia de Panner, o osteocondrosi del còndil humeral.
- La malaltia de Perthes, o de Legg-Calvé-Perthes, o coxa plana, del cap del fèmur
- La malaltia de Scheuermann, dels cossos vertebrals[4]

## Epifisitis (o apofisitis) extraarticulars i per tracció
- La malaltia d'Osgood-Schlatter, en l'epífisi de la tuberositat tibial anterior, (no catalogable, segons autors, com osteocondrosi, per no demostrar un origen vascular, sinó traumàtic).
- La malaltia d'Iselin, o osteocondrosi/apofisitis de l'apòfisi del cinquè metatarsià (per tracció en la seva base)
- La malaltia de van Neck o de van Neck-Odelberg, osteocondrosi/apofisitis de la sincondrosi isquiopúbica.
- La malaltia de Kienböck, o osteocondrosi de l'os semilunar del canell.
- La malaltia de Sinding-Larsen-Johansson o osteocondrosi/apofisitis del pol inferior de la ròtula.
- La malaltia de Sever, osteocondrosi del calcani (del nucli apofisial)

## Osteocondritis dissecants
Es poden presentar en diverses articulacions: genoll, astràgal, al cap del fèmur, al cap de l'húmer.